# Lopévi (Gipfel)
Der Lopévi ist ein 1496 Meter hoher Schildvulkan auf der Insel Lopévi im Staat Vanuatu.

## Vulkanische Aktivität
Der Vulkankegel ist relativ regelmäßig; es gibt jedoch einen weiteren Gipfel Noaillès (732 m) weiter südwestlich.
Der Lopévi ist seit 1862 etwa 22 Mal ausgebrochen. Bis 1960 lebten noch Menschen auf der Insel, die aber, aufgrund der Bedrohung durch die Vulkanausbrüche, auf die Nachbarinseln gezogen sind. 
Der Lopévi liegt an der Subduktionszone zwischen der pazifischen Platte und der australischen Platte.